# Daniił Sulimow
Daniił Jegorowicz Sulimow (ros. Дании́л Его́рович Сули́мов; ur. 21 grudnia 1890?/2 stycznia 1891 we wsi Miniarsk, ujezd złatoucki guberni ufijskiej, zm. 27 listopada 1937 w Moskwie) – rosyjski polityk socjaldemokratyczny i komunistyczny, przewodniczący Rady Komisarzy Ludowych RFSRR (premier RFSRR) (1930-1937). Długoletni (1921-1937) zastępca członka i członek Komitetu Centralnego RKP(b) i WKP(b).
Od 1905 pracownik zakładów metalurgicznych, od 1906 członek Socjaldemokratycznej Partii Robotniczej Rosji (frakcja bolszewików), wielokrotnie aresztowany za działalność rewolucyjną. Podczas I wojny światowej wcielony do armii rosyjskiej, prowadził agitację wśród żołnierzy w Ufie i Głazowie. W 1918 przewodniczący Gorispołkoma (Miejskiego Komitetu Wykonawczego) w Permie, a 1923-1925 - Komitetu Wykonawczego rejonu uralskiego.
Od 16 marca  1921 do  27 marca 1923 zastępca członka Komitetu Centralnego RKP(b), od 25 kwietnia 1923 do 25 czerwca 1937 członek Komitetu Centralnego RKP(b) i WKP(b).
3 XI 1930 - 22 VII 1937 przewodniczący Rady Komisarzy Ludowych RFSRR (premier RFSRR).
W czasie wielkiej czystki 28 VI 1937 aresztowany przez NKWD w przerwie obrad plenum Komitetu Centralnego, 22 lipca usunięty z funkcji premiera RFSRR, 1 VIII 1937 usunięty z Centralnego Komitetu Wykonawczego ZSRR.
27 XI 1937 skazany na śmierć przez Kolegium Wojskowe Sądu Najwyższego ZSRR pod zarzutem szkodnictwo w gospodarce narodowej, szpiegostwo i udział w antysowieckiej, terrorystycznej organizacji prawicy. Stracony tego samego dnia. Ciało skremowano w krematorium na Cmentarzu Dońskim, prochy pochowane anonimowo.
17 III 1956 zrehabilitowany przez Kolegium Wojskowe SN ZSRR.